# Oskar Marion

Schauspieler Oskar Marion um 1928 auf einer Fotografie von Alexander Binder. Mit Unterschrift.

Oskar Marion, auch Oskar Lepka-Marion, (* 2. April 1894 in Königsfeld, Österreich-Ungarn; † März 1986 in München) war ein österreichischer Schauspieler und Filmproduktionsleiter.

## Leben

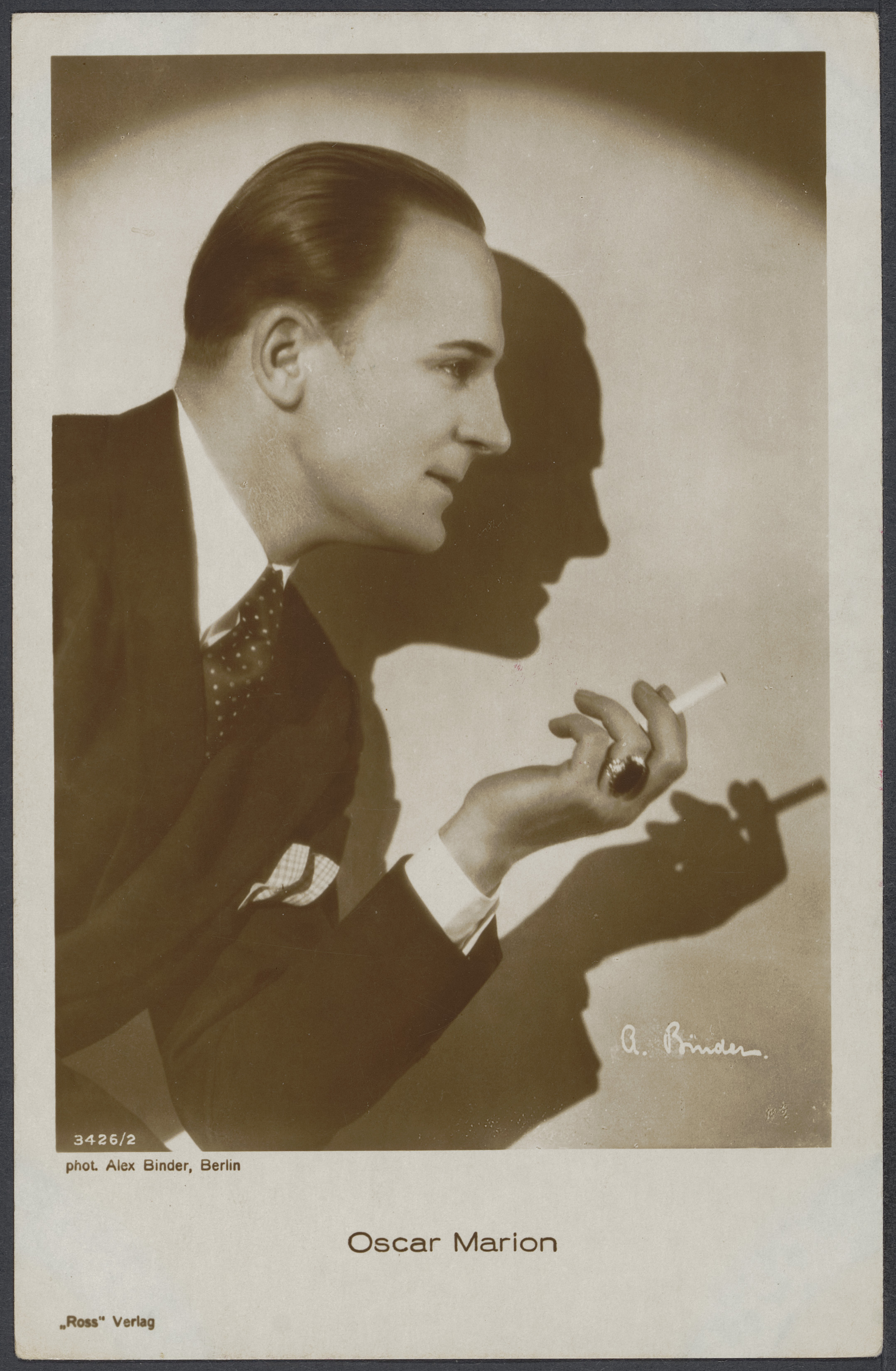
Oskar Marion auf einer Fotografie von Alexander Binder.

Marion, Sohn eines Arztes, studierte einige Semester Medizin an der Universität Wien und diente im Ersten Weltkrieg als Sanitäter. Nach Kriegsende nahm er sein durch den Krieg unterbrochenes Medizinstudium nicht wieder auf, sondern nahm Schauspielunterricht in Wien und begann seine Bühnenlaufbahn an den Wiener Kammerspielen.
Später spielte er am Stadttheater Brünn und am Landestheater Prag. Von dort ging er nach Berlin, wo er an den dortigen Theatern agierte. Seit 1919 nahm er zahlreiche Filmangebote wahr. Er verkörperte elegante Liebhaber und Gentlemen und war in 68 Stummfilmrollen zu sehen. So verkörperte er 1924 in dem Abenteuerfilm Taras Bulba Andry, den Sohn des Taras. Im Jahr 1927 spielte er in der Hollywood-Produktion Der einsame Adler eine Hauptrolle. Sein Debüt in einem Tonfilm hatte er 1930 in dem romantischen Filmdrama Gigolo als Rittmeister Valberg. 1933 wirkte er als Leutnant Karel Lukás in der kroatischen Filmkomödie Dobrý voják Svejk mit, der Romanverfilmung Die Abenteuer des braven Soldaten Schwejk von Jaroslav Hašek. Seine Karriere als Schauspieler beendete er im Laufe des Jahres 1936. In dem Filmdrama Ein Robinson spielte er als Kapitänleutnant seine letzte Rolle.
Von 1936 bis 1941 arbeitete er als Regieassistent. Von 1938 bis 1939 war er Expeditionsleiter von Dr. Fanck in Südamerika. 1941 wurde er Produktionsleiter, später auch Herstellungsgruppenleiter bei der Bavaria Film, an deren Filmkomödie Der Hochtourist mit Joe Stöckel er 1942 als Produktionsleiter mitwirkte. Nach Kriegsende war er als Produktionsleiter für verschiedene Münchner Filmfirmen tätig, darunter Dornas-Film und die Filmkomödie Zwei in einem Anzug, erneut von und mit Joe Stöckel, sowie die Eva-Film, für die er unter anderem die erfolgreichen Produktionen Rosen-Resli und Der schweigende Engel mit Christine Kaufmann herstellte.

## Filmografie
als Schauspieler
- 1919: Gebannt und erlöst
- 1919: Lola Montez, 2. Teil: Am Hofe Ludwigs I. von Bayern
- 1920: Um der Liebe Willen
- 1920: Johann Baptiste Lingg
- 1920: Das große Geheimnis
- 1921: Schuld oder Schein
- 1921: Das Handicap der Liebe
- 1921: Die rote Nacht – Vera-Filmwerke
- 1922: Strandgut der Leidenschaft – Vera-Filmwerke´
- 1922: Alexandra
- 1922: Der Favorit der Königin
- 1922: Monna Vanna
- 1923: Frauenmoral (Schande)
- 1923: Quarantäne
- 1923: Die Sonne von St. Moritz
- 1924: Tiefen der Großstadt
- 1924: Frauen im Sumpf (Judith)
- 1924: Taras Bulba (2 Teile)
- 1925: Kampf um die Scholle
- 1925: Mein Freund der Chauffeur
- 1926: Der Rastelbinder
- 1926: Fedora
- 1926: Frauen, die den Weg verloren
- 1926: Die kleine Inge und ihre drei Väter
- 1927: Der fesche Erzherzog
- 1927: Sünde am Weibe
- 1927: Die Czardasfürstin
- 1927: Valencia
- 1927: Die Lindenwirtin am Rhein
- 1927: Sturmflut
- 1927: Hast Du geliebt am schönen Rhein?
- 1927: Der einsame Adler (The Lone Eagle)
- 1928: Wenn die Schwalben heimwärts ziehn
- 1928: Andere Frauen
- 1928: Zwei rote Rosen
- 1928: Die von der Scholle sind
- 1929: Waterloo
- 1929: Aufruhr des Blutes
- 1929: Trust der Diebe
- 1929: Andreas Hofer
- 1929: Madame im Strandbad
- 1930: Man schenkt sich Rosen, wenn man verliebt ist
- 1930: Sturm auf drei Herzen
- 1930: Die Somme
- 1930: Gigolo
- 1930: Namensheirat
- 1930: Die Tat des Andreas Harmer
- 1931: Der Weg nach Rio
- 1931: Sonntag des Lebens
- 1931: Schatten der Manege
- 1931: Wenn die Soldaten...
- 1931: Dobrý voják Svejk
- 1931: Nie wieder Liebe
- 1932: Drei von der Kavallerie
- 1932: Marschall Vorwärts
- 1932: Kantor ideál
- 1933: Der Choral von Leuthen
- 1933: Der Judas von Tirol
- 1933: Professeur Cupidon
- 1933: Drei Kaiserjäger
- 1934: Die Reise ins Glück
- 1935: Petersburger Nächte. Walzer an der Newa
- 1935: Hundert Tage
- 1935: Der Gefangene des Königs
- 1935: Henker, Frauen und Soldaten
- 1936: Drei Mäderl um Schubert (Regieassistent)
- 1937: Fridericus
- 1940: Ein Robinson

als (Co-)Produktionsleiter, wenn nicht anders angegeben
- 1940: Ein Robinson
- 1940: Herz geht vor Anker
- 1942: Das große Spiel
- 1942: Der Hochtourist
- 1943: Peterle
- 1943: Die keusche Sünderin
- 1944/49: Ein Herz schlägt für Dich (Herstellungsgruppenleiter)
- 1944/50: Schuß um Mitternacht (Herstellungsgruppenleiter)
- 1945: Wo ist Herr Belling? (unvollendet, Herstellungsgruppenleiter)
- 1949: Kleiner Wagen – große Liebe
- 1950: Zwei in einem Anzug
- 1950: Aufruhr im Paradies
- 1951: Das seltsame Leben des Herrn Bruggs
- 1952: Einmal am Rhein
- 1954: Rosen-Resli
- 1954: Der schweigende Engel
- 1955: Solange du lebst
- 1959: Ein Sommer, den man nie vergißt